# Francis Beaufort
Francis Beaufort (Navan, 7. svibnja 1774. – London, 17. prosinca 1857.), irski znanstvenik i kontraadmiral Britanske kraljevske ratne mornarice. Kao zapovjednik broda Woolwich premjeravao je između 1805. i 1807. estuarij La Platu. Iz toga vremena potiče Beaufortova ljestvica za jačinu vjetra, u 13 stupnjeva (0 do 12 bofora), prema učincima vjetra na jedrenjake. Ljestvica je međunarodno prihvaćena 1874. i proširena i na učinke vjetra na predmete na kopnu. Danas se koristi za ocjenu jakosti vjetra na mjestima gdje nema mjernih instrumenata za mjerenje brzine vjetra.
Rukovodio je premjeravanjem Sredozemnog mora. Rezultat toga rada je serija pomorskih karta obale Male Azije, sjeverne Afrike, Egejskog arhipelaga i Crnog mora. Pod njegovim rukovodstvom izdan je 1823. godišnjak morskih mijena. Od 1829. rukovodio je hidrografsku službu britanskog Admiraliteta, koju je razvio i podigao na visoku razinu.
Ime Francisa Beauforta nose Beaufortovo more (dio Arktičkog oceana) i Beaufortov otok (na Antartici).

## Beaufortova ljestvica jakosti vjetra
| Stupnjevi bofora                                                          | Opis vjetra         | Brzina vjetra   | Maks. visina vala | Glavni učinci vjetra na moru                                                              | Glavni učinci vjetra na kopnu                             | Fotografija mora | Zastava upozorenja |
| ------------------------------------------------------------------------- | ------------------- | --------------- | ----------------- | ----------------------------------------------------------------------------------------- | --------------------------------------------------------- | ---------------- | ------------------ |
| 0                                                                         | Tišina              | < 1 km/h        | 0 m               | Površina mora kao ogledalo                                                                | Dim se diže okomito uvis                                  |                  |                    |
| 0                                                                         | Tišina              | < 1 mph         | 0 m               | Površina mora kao ogledalo                                                                | Dim se diže okomito uvis                                  |                  |                    |
| 0                                                                         | Tišina              | < 1 čvor        | 0 stopa           | Površina mora kao ogledalo                                                                | Dim se diže okomito uvis                                  |                  |                    |
| 0                                                                         | Tišina              | < 0,3 m/s       | 0 stopa           | Površina mora kao ogledalo                                                                | Dim se diže okomito uvis                                  |                  |                    |
| 1                                                                         | Lahor               | 1 – 5 km/h      | 0 – 0,2 m         | Mreškanje mora                                                                            | Smjer vjetra zapaža se po dimu                            |                  |                    |
| 1                                                                         | Lahor               | 1 – 3 mph       | 0 – 0,2 m         | Mreškanje mora                                                                            | Smjer vjetra zapaža se po dimu                            |                  |                    |
| 1                                                                         | Lahor               | 1 – 3 čvora     | 0 – 1 stopa       | Mreškanje mora                                                                            | Smjer vjetra zapaža se po dimu                            |                  |                    |
| 1                                                                         | Lahor               | 0,3 – 1,5 m/s   | 0 – 1 stopa       | Mreškanje mora                                                                            | Smjer vjetra zapaža se po dimu                            |                  |                    |
| 2                                                                         | Povjetarac          | 6 – 11 km/h     | 0,2 – 0,5 m       | Mali valići, kreste valića su još prozirne i ne lome se                                   | Vjetar se osjeća na licu, vjetrulja se pokreće            |                  |                    |
| 2                                                                         | Povjetarac          | 4 – 7 mph       | 0,2 – 0,5 m       | Mali valići, kreste valića su još prozirne i ne lome se                                   | Vjetar se osjeća na licu, vjetrulja se pokreće            |                  |                    |
| 2                                                                         | Povjetarac          | 4 – 6 čvorova   | 1 – 2 stope       | Mali valići, kreste valića su još prozirne i ne lome se                                   | Vjetar se osjeća na licu, vjetrulja se pokreće            |                  |                    |
| 2                                                                         | Povjetarac          | 1,6 – 3,3 m/s   | 1 – 2 stope       | Mali valići, kreste valića su još prozirne i ne lome se                                   | Vjetar se osjeća na licu, vjetrulja se pokreće            |                  |                    |
| 3                                                                         | Slab vjetar         | 12 – 19 km/h    | 0,5 – 1 m         | Veći valići, kreste valića se počinju lomiti                                              | Lišće i grančice stalno se njišu                          |                  |                    |
| 3                                                                         | Slab vjetar         | 8 – 12 mph      | 0,5 – 1 m         | Veći valići, kreste valića se počinju lomiti                                              | Lišće i grančice stalno se njišu                          |                  |                    |
| 3                                                                         | Slab vjetar         | 7 – 10 čvorova  | 2 – 3,5 stope     | Veći valići, kreste valića se počinju lomiti                                              | Lišće i grančice stalno se njišu                          |                  |                    |
| 3                                                                         | Slab vjetar         | 3,4 – 5,5 m/s   | 2 – 3,5 stope     | Veći valići, kreste valića se počinju lomiti                                              | Lišće i grančice stalno se njišu                          |                  |                    |
| 4                                                                         | Umjeren vjetar      | 20 – 28 km/h    | 1 – 2 m           | Mali valovi, bijele krijeste na vrhovima valova                                           | Vjetar podiže prašinu i pokreće manje grane               |                  |                    |
| 4                                                                         | Umjeren vjetar      | 13 – 18 mph     | 1 – 2 m           | Mali valovi, bijele krijeste na vrhovima valova                                           | Vjetar podiže prašinu i pokreće manje grane               |                  |                    |
| 4                                                                         | Umjeren vjetar      | 11 – 16 čvorova | 3,5 – 6 stopa     | Mali valovi, bijele krijeste na vrhovima valova                                           | Vjetar podiže prašinu i pokreće manje grane               |                  |                    |
| 4                                                                         | Umjeren vjetar      | 5,5 – 7,9 m/s   | 3,5 – 6 stopa     | Mali valovi, bijele krijeste na vrhovima valova                                           | Vjetar podiže prašinu i pokreće manje grane               |                  |                    |
| 5                                                                         | Umjereno jak vjetar | 29 – 38 km/h    | 2 – 3 m           | Umjereni valovi, puno bijelih krijesti na vrhovima valova                                 | Tanja lisnata stabla počinju se njihati                   |                  |                    |
| 5                                                                         | Umjereno jak vjetar | 19 – 24 mph     | 2 – 3 m           | Umjereni valovi, puno bijelih krijesti na vrhovima valova                                 | Tanja lisnata stabla počinju se njihati                   |                  |                    |
| 5                                                                         | Umjereno jak vjetar | 17 – 21 čvor    | 6 – 9 stopa       | Umjereni valovi, puno bijelih krijesti na vrhovima valova                                 | Tanja lisnata stabla počinju se njihati                   |                  |                    |
| 5                                                                         | Umjereno jak vjetar | 8 – 10,7 m/s    | 6 – 9 stopa       | Umjereni valovi, puno bijelih krijesti na vrhovima valova                                 | Tanja lisnata stabla počinju se njihati                   |                  |                    |
| 6                                                                         | Jak vjetar          | 39 – 49 km/h    | 3 – 4 m           | Veliki valovi se stvaraju, brijele krijeste su posvuda                                    | Pokreću se velike grane, čuje se zujanje telefonskih žica |                  |                    |
| 6                                                                         | Jak vjetar          | 25 – 31 mph     | 3 – 4 m           | Veliki valovi se stvaraju, brijele krijeste su posvuda                                    | Pokreću se velike grane, čuje se zujanje telefonskih žica |                  |                    |
| 6                                                                         | Jak vjetar          | 22 – 27 čvorova | 9 – 13 stopa      | Veliki valovi se stvaraju, brijele krijeste su posvuda                                    | Pokreću se velike grane, čuje se zujanje telefonskih žica |                  |                    |
| 6                                                                         | Jak vjetar          | 10,8 – 13,8 m/s | 9 – 13 stopa      | Veliki valovi se stvaraju, brijele krijeste su posvuda                                    | Pokreću se velike grane, čuje se zujanje telefonskih žica |                  |                    |
| 7                                                                         | Žestok vjetar       | 50 – 61 km/h    | 4 – 5,5 m         | Vjetar počinje otpuhivati pjenu s valova niz vjetar                                       | Njišu se cijela stabla, hodanje otežano                   |                  |                    |
| 7                                                                         | Žestok vjetar       | 32 – 38 mph     | 4 – 5,5 m         | Vjetar počinje otpuhivati pjenu s valova niz vjetar                                       | Njišu se cijela stabla, hodanje otežano                   |                  |                    |
| 7                                                                         | Žestok vjetar       | 28 –33 čvora    | 13 – 19 stopa     | Vjetar počinje otpuhivati pjenu s valova niz vjetar                                       | Njišu se cijela stabla, hodanje otežano                   |                  |                    |
| 7                                                                         | Žestok vjetar       | 13,9 – 17,1 m/s | 13 – 19 stopa     | Vjetar počinje otpuhivati pjenu s valova niz vjetar                                       | Njišu se cijela stabla, hodanje otežano                   |                  |                    |
| 8                                                                         | Olujni vjetar       | 62 – 74 km/h    | 5,5 – 7,5 m       | Umjereno visoki valovi velike dužine, krijeste valova se lome kružno, vjetar nosi pjenu   | Vjetar lomi grane na drveću                               |                  |                    |
| 8                                                                         | Olujni vjetar       | 39 – 46 mph     | 5,5 – 7,5 m       | Umjereno visoki valovi velike dužine, krijeste valova se lome kružno, vjetar nosi pjenu   | Vjetar lomi grane na drveću                               |                  |                    |
| 8                                                                         | Olujni vjetar       | 34 – 40 čvorova | 18 – 25 stopa     | Umjereno visoki valovi velike dužine, krijeste valova se lome kružno, vjetar nosi pjenu   | Vjetar lomi grane na drveću                               |                  |                    |
| 8                                                                         | Olujni vjetar       | 17,2 – 20,7 m/s | 18 – 25 stopa     | Umjereno visoki valovi velike dužine, krijeste valova se lome kružno, vjetar nosi pjenu   | Vjetar lomi grane na drveću                               |                  |                    |
| 9                                                                         | Jak olujni vjetar   | 75 – 88 km/h    | 7 – 10 m          | Visoki valovi, guste pruge pjene niz vjetar, smanjena vidljivost                          | Nastaju laka oštećenja na zgradama                        |                  |                    |
| 9                                                                         | Jak olujni vjetar   | 47 – 54 mph     | 7 – 10 m          | Visoki valovi, guste pruge pjene niz vjetar, smanjena vidljivost                          | Nastaju laka oštećenja na zgradama                        |                  |                    |
| 9                                                                         | Jak olujni vjetar   | 41 – 47 čvorova | 23 – 32 stope     | Visoki valovi, guste pruge pjene niz vjetar, smanjena vidljivost                          | Nastaju laka oštećenja na zgradama                        |                  |                    |
| 9                                                                         | Jak olujni vjetar   | 20,8 – 24,4 m/s | 23 – 32 stope     | Visoki valovi, guste pruge pjene niz vjetar, smanjena vidljivost                          | Nastaju laka oštećenja na zgradama                        |                  |                    |
| 10                                                                        | Orkanski vjetar     | 89 – 102 km/h   | 9 – 12,5 m        | Vrlo visoki valovi s velikim visećim krijestama, skoro cijela površina je bijela          | Velike štete na zgradama, čupa drveće iz zemlje           |                  |                    |
| 10                                                                        | Orkanski vjetar     | 55 – 63 mph     | 9 – 12,5 m        | Vrlo visoki valovi s velikim visećim krijestama, skoro cijela površina je bijela          | Velike štete na zgradama, čupa drveće iz zemlje           |                  |                    |
| 10                                                                        | Orkanski vjetar     | 48 – 55 čvorova | 29 – 41 stopu     | Vrlo visoki valovi s velikim visećim krijestama, skoro cijela površina je bijela          | Velike štete na zgradama, čupa drveće iz zemlje           |                  |                    |
| 10                                                                        | Orkanski vjetar     | 24,5 – 28,4 m/s | 29 – 41 stopu     | Vrlo visoki valovi s velikim visećim krijestama, skoro cijela površina je bijela          | Velike štete na zgradama, čupa drveće iz zemlje           |                  |                    |
| 11                                                                        | Jak orkanski vjetar | 103 – 117 km/h  | 11,5 – 16 m       | Izuzetno visoki valovi, sva površina bijela od pjene, vidljivost jako smanjena            | Velika razaranja                                          |                  |                    |
| 11                                                                        | Jak orkanski vjetar | 64 – 72 mph     | 11,5 – 16 m       | Izuzetno visoki valovi, sva površina bijela od pjene, vidljivost jako smanjena            | Velika razaranja                                          |                  |                    |
| 11                                                                        | Jak orkanski vjetar | 56 – 63 čvora   | 37 – 52 stope     | Izuzetno visoki valovi, sva površina bijela od pjene, vidljivost jako smanjena            | Velika razaranja                                          |                  |                    |
| 11                                                                        | Jak orkanski vjetar | 28,5 – 32,6 m/s | 37 – 52 stope     | Izuzetno visoki valovi, sva površina bijela od pjene, vidljivost jako smanjena            | Velika razaranja                                          |                  |                    |
| 12                                                                        | Orkan               | ≥ 118 km/h      | ≥ 14 m            | Zrak je ispunjen s kapljicama vode i pjenom, cijela površina bijela, jako mala vidljivost | Katastrofalna razaranja                                   |                  |                    |
| 12                                                                        | Orkan               | ≥ 73 mph        | ≥ 14 m            | Zrak je ispunjen s kapljicama vode i pjenom, cijela površina bijela, jako mala vidljivost | Katastrofalna razaranja                                   |                  |                    |
| 12                                                                        | Orkan               | ≥ 64 čvora      | ≥ 46 stope        | Zrak je ispunjen s kapljicama vode i pjenom, cijela površina bijela, jako mala vidljivost | Katastrofalna razaranja                                   |                  |                    |
| 12                                                                        | Orkan               | ≥ 32,7 m/s      | ≥ 46 stope        | Zrak je ispunjen s kapljicama vode i pjenom, cijela površina bijela, jako mala vidljivost | Katastrofalna razaranja                                   |                  |                    |
| Izvori: Met Office, Royal Meteorological Society, Encyclopædia Britannica |                     |                 |                   |                                                                                           |                                                           |                  |                    |